# Drew Windle
Drew Windle (né le 22 juillet 1992 à New Albany (Ohio)) est un athlète américain, spécialiste de demi-fond.

## Carrière
Aux championnats du monde d'athlétisme en salle 2018, à Birmingham, Drew Windle remporte la médaille d'argent en 1 min 47 s 99, derrière le Polonais Adam Kszczot (1 min 47 s 47). Plus tard, Windle est disqualifié mais fait appel de cette décision et remporte cet appel, lui permettant de récupérer sa médaille.

## Palmarès
| Date | Compétition                    | Lieu       | Résultat | Épreuve | Temps         |
| ---- | ------------------------------ | ---------- | -------- | ------- | ------------- |
| 2018 | Championnats du monde en salle | Birmingham | 2e       | 800 m   | 1 min 47 s 99 |

## Records
| Épreuve    | Épreuve   | Temps         | Lieu       | Date           |
| ---------- | --------- | ------------- | ---------- | -------------- |
| 800 mètres | Plein air | 1 min 44 s 63 | New York   | 6 juillet 2017 |
| 800 mètres | En salle  | 1 min 45 s 52 | Birmingham | 2 mars 2018    |